# Tilly Whim Caves

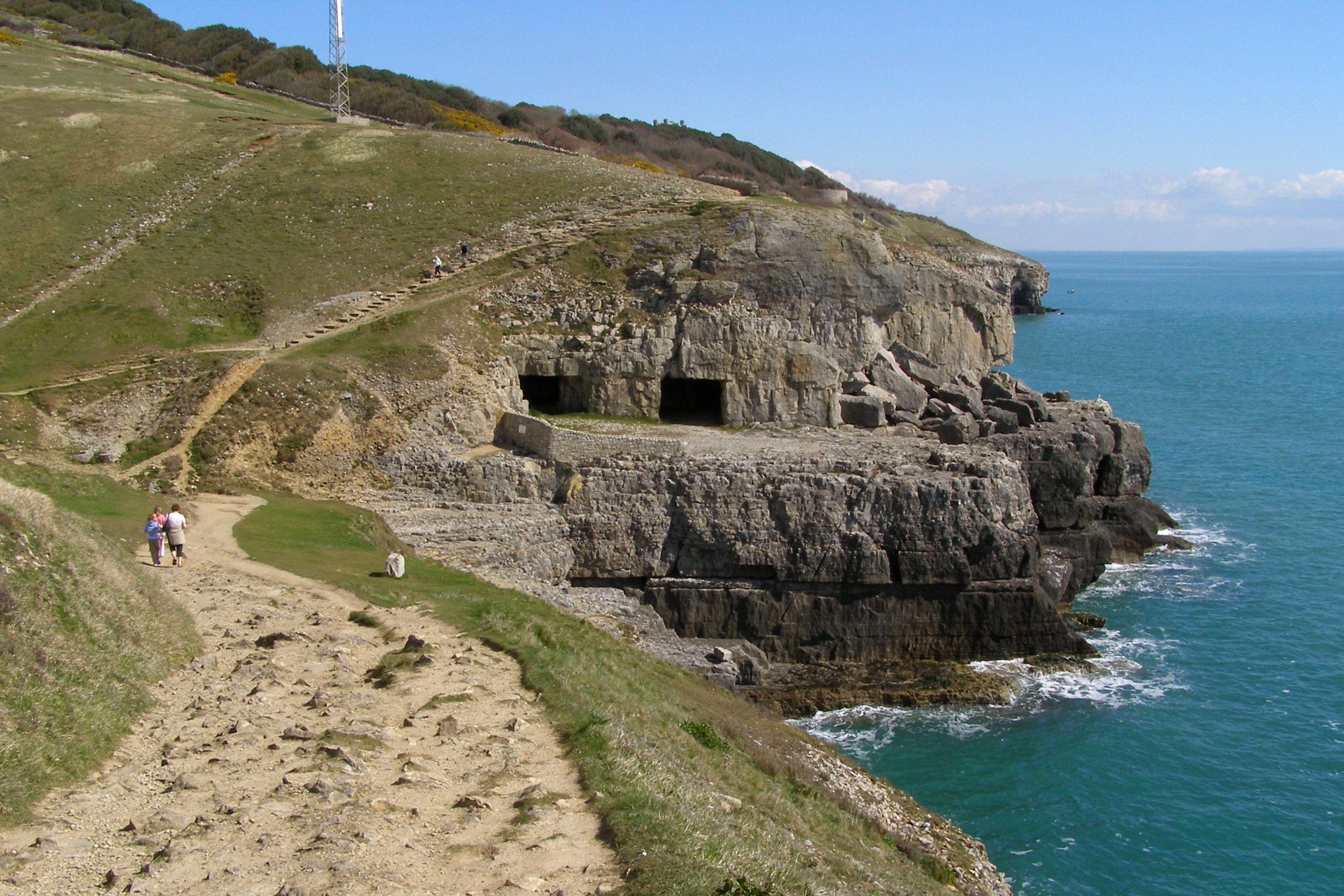
Tilly Whim, Steinbruch und Höhlen

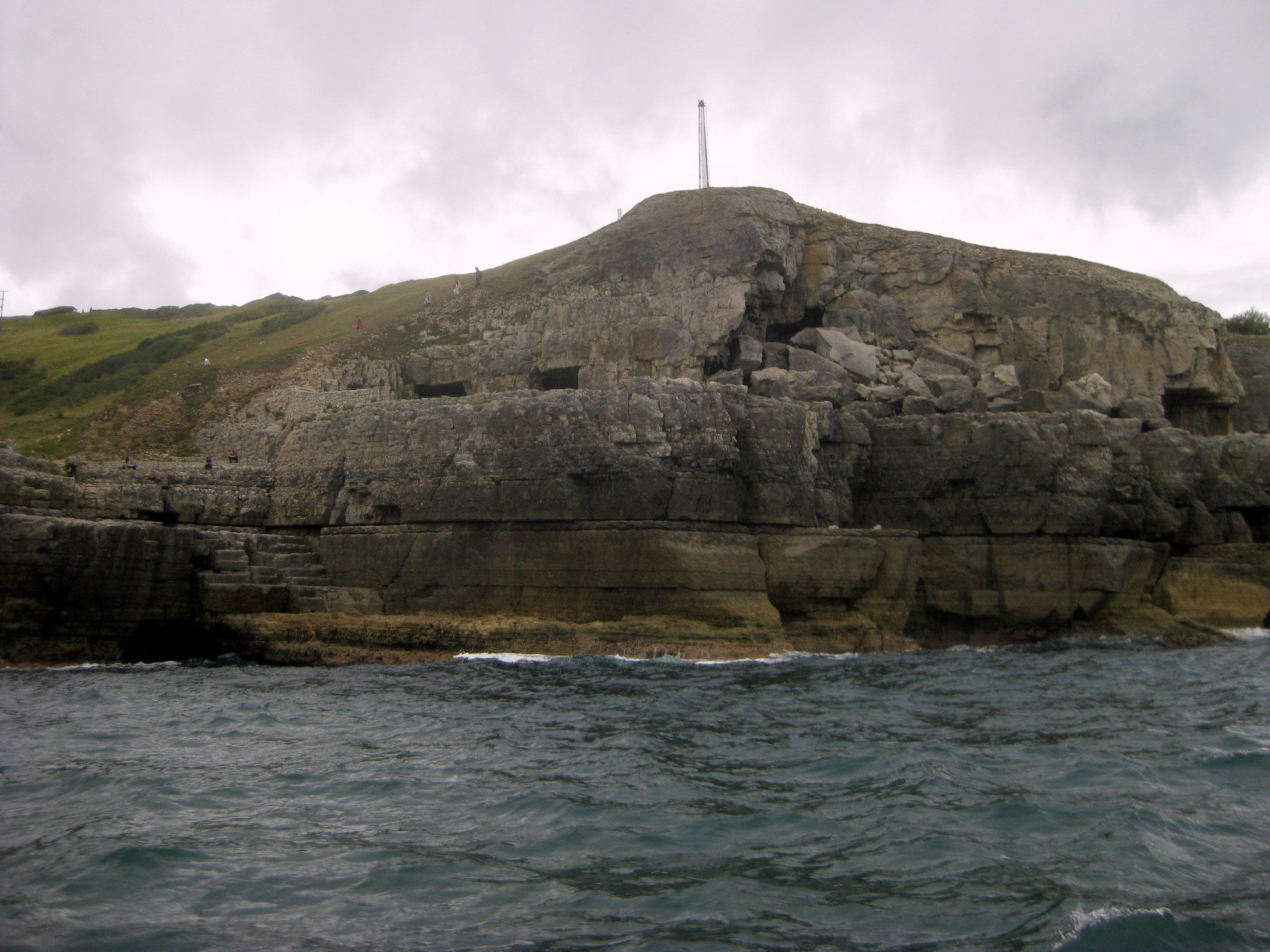
Tilly Whim Caves vom Meer betrachtet

Die Tilly Whim Caves bestehen aus drei unterirdischen Steinbrüchen im Durlston Country Park, der einen Kilometer südlich von Swanage auf der Isle of Purbeck liegt. Die Isle ist eine Halbinsel in der Grafschaft Dorset an der Südküste von England.
Tilly Whim ist wahrscheinlich eine anglisierte Version des irischen Tulach Uamh. Grob übersetzt heißt das „Knollen-Höhle“. Der Name wurde aber möglicherweise von einem ehemaligen Steinbrecher, genannt Tilly, sowie der Umschreibung für eine Art eines primitiven Krans, Whim, der damals verwendet wurde, abgeleitet.
Bei den Tilly Whim Caves handelt es sich um alte Kalksteinbrüche, die vor allem während des 18. Jahrhunderts bearbeitet worden sind. Es handelt sich um einen Kalkstein, den Purbeck Stone, der unterirdisch abgebaut wurde. Unterirdischer Steinabbau ist relativ selten. Die Steinbrecher und Steinhauer arbeiteten beim Steinabbau horizontal in die Felswand hinein. Sie beherrschten die Steinspalttechnik mit Hämmern und Keilen, teilweise waren auch Steinmetzen im Steinbruch, die den Stein zu Werksteinen, Waschbecken oder Trögen formten. Die Werksteine wurden nach ihrer Bearbeitung direkt mit dem Kran, dem Whim, auf Boote geladen und zum Kai in Swanage verfrachtet.
Der unterirdische Steinblockabbau wurde im Jahr 1810 eingestellt. Während der Napoleonischen Kriege wurde das Gestein für den Bau von Befestigungsanlagen entlang der Südküste Englands verwendet. Nach dem Kriegsende im Jahre 1815 sank die Nachfrage für diesen Naturstein und die Höhlen wurden gänzlich geschlossen. George Burt eröffnete die Tilly Whim Caves im Jahre 1887 als Touristenattraktion. Die Höhlen wurden im Jahr 1976 wegen Steinschlaggefahr endgültig für die Öffentlichkeit geschlossen.
Heute sind die verlassenen Steinbrüche ein ungestörter Schlafplatz für Fledermäuse. Die Klippen und das Felsenriff sind Nistplätze für Seevögel. Es befinden sich mehrere Aussichtspunkte in der Umgebung der unterirdischen Steinbrüche.
Die Tilly Whim Caves sind Teil der Jurassic Coast, eines Weltnaturerbes, das für seine Fossilien bekannt ist.